# Waco CG-4A
Die Waco CG-4 Haig (bei den britischen Luftstreitkräften als Hadrian bezeichnet) war ein ab 1942 häufig verwendeter Lastensegler der United States Army Air Forces im Zweiten Weltkrieg.
Die ersten Flugtests begannen 1942. Insgesamt produzierten 15 Hersteller inklusive der Wicks Aircraft Company of Kansas City (Missouri) mehr als 12.000 CG-4A. 1.074 CG-4A wurden von der Waco Aircraft Company in Troy (Ohio) hergestellt.
Die CG-4A bestanden aus Sperrholz und Metall. Jeder Segler wurde von einem Piloten und einem Copiloten geflogen. Es konnten 13 Soldaten mit Ausrüstung oder ein Jeep oder ein quarter-ton-Lastwagen oder eine 75-mm-Haubitze transportiert werden. Die Lastensegler wurden über ihr aufgeklapptes Bugteil beladen. Nach ihrer erfolgten Landung wurden die Flugzeuge sofort entladen und dann aufgegeben. Normalerweise wurden Curtiss C-46 oder Douglas C-47 Dakota als Schleppflugzeug verwendet.

## Einsatzgeschichte
Am 6. August wurde die Whiteman Air Force Base als Sedalia Glider Base eingerichtet. Auf deren Flugfeld wurden Trainingsflüge mit CG-4A durchgeführt. Im November 1942 wurde die Einrichtung zum Sedalia Army Air Field umbenannt und dem 12th Troop Carrier Command der United States Army Air Forces unterstellt.
Im Juli 1943 erfolgte der erste Einsatz der Waco CG-4A während der Operation Husky auf Sizilien. Am 6. Juni 1944 (D-Day) kamen ebenfalls Lastensegler des Typs CG-4A in großer Zahl zum Einsatz. Es folgten weitere wichtige Einsätze in Europa, China, Indien und Burma. Die Lastensegler wurden bis zum Ende des Kriegs eingesetzt.
Die CG-4 waren nicht so bekannt wie die größeren Airspeed Horsa, sie konnten aber auf kleineren Plätzen landen und wurden beispielsweise in Jugoslawien zur Partisanenunterstützung eingesetzt. Außerdem wurde eine deutlich größere Stückzahl gebaut (nur ca. 3800 Horsa).

## Produktion
Abnahme der Waco CG-4 durch die USAAF:
| Version | 1942 | 1943  | 1944  | 1945  | SUMME  |
| ------- | ---- | ----- | ----- | ----- | ------ |
| CG-4    | 804  | 5.833 | 4.280 | 2.988 | 13.905 |

## Zwischenfälle
- Am 1. August 1943 stürzte ein Lastensegler des Typs Waco CG-4A (Luftfahrzeugkennzeichen 42-78839) der United States Army Air Forces (USAAF) bei einer Flugvorführung auf dem Militärflugplatz Saint Louis-Lambert Field vor Publikum ab und wurde zerstört. Beide Piloten sowie 8 VIP-Gäste, darunter der Bürgermeister der Stadt St. Louis, wurden dabei getötet. Ursache war ein Bruch der Aufnahme des Haltebolzens an der Tragflächenverstrebung auf Grund von Fertigungsfehlern (siehe auch Absturz eines Lastenseglers am 1. August 1943 in St. Louis).[2]

- Am 16. Dezember 1943 verunglückte eine Waco CG-4A der United States Army Air Forces (USAAF) (43-27312) bei der Landung auf dem Flugplatz Oujda (Marokko). Es gab keine Todesfälle. Das Flugzeug wurde zerstört.[3]

## Technische Daten

Dreiseitenriss

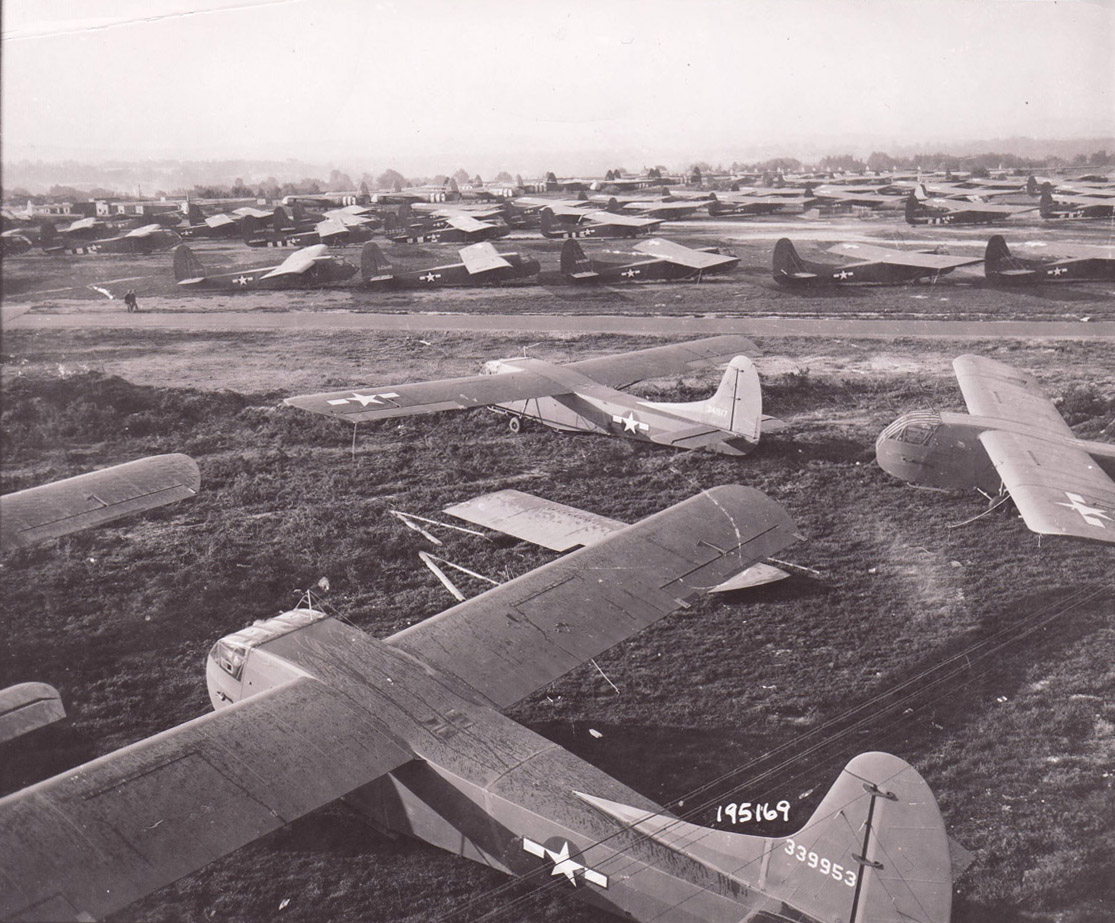
CG-4A in Großbritannien bei der Operation Market Garden

| Kenngröße             | Daten der CG-4A            |
| --------------------- | -------------------------- |
| Besatzung             | 2 (Pilot, Copilot)         |
| Passagiere            | 13 Soldaten mit Ausrüstung |
| Länge                 | 14,8 m                     |
| Spannweite            | 25,5 m                     |
| Höhe                  | 4,7 m                      |
| Flügelfläche          | 83,6 m²                    |
| Flügelstreckung       | 7,8                        |
| Leermasse             | 1769 kg                    |
| Startmasse            | 3400 kg                    |
| Höchstgeschwindigkeit | 192 km/h                   |